# Aspila saskai
Aspila saskai är en fjärilsart som beskrevs av Emilio Berio 1975. Aspila saskai ingår i släktet Aspila och familjen nattflyn. Inga underarter finns listade i Catalogue of Life.